# Zsidó eredetű vezetéknevek
A zsidó vezetéknevek a zsidók által használt és zsidó származású családnevek. Az első ismert zsidó családnevek a középkorból származnak, a 10. és 11. századból. 
A zsidó eredetű vezetéknevek a világ egyik legváltozatosabb vezetéknevei, a földrajzilag eltérő zsidó diaszpórának, valamint a kulturális asszimilációnak és a vezetéknevek meglehetősen friss héberesítésének köszönhetően. 
Néhány hagyományos vezetéknév a zsidó történelemhez vagy a valláson belüli szerepekhez kapcsolódik, mint például Cohen („pap”), Lévi (léviták törzséhez tartozó) Shulman („zsinagóga-ember”), Sofer („írástudó”) vagy Kantor („ kántor ”), míg sokan közülük egy világi foglalkozáshoz vagy helynevekhez kapcsolódnak. A ma használt zsidó vezetéknevek többsége az elmúlt háromszáz évben alakult ki.

## Történelem

A zsidók európai mozgása a középkorban.

A történelem során a zsidók héber családneveket használtak. A zsidó családnévrendszerben az első nevet vagy ben-, vagy bat- („fia” és „lánya”) követi, majd az apa neve. A ma ismert formában létező zsidó vezetéknevek csak a 10. vagy 11. században terjedtek el széles körben például a németországi vagy kelet-európai askenázi zsidók köreiben a 18. és 19. században, ahol a német vezetékneveket vezettek be a zsidó emancipációért cserében. Kivételt képeztek a Cohanim (papi kaszt) és a Léviták (Levi leszármazottai) tagjai, akik bizonyos vallási feladatokat láttak el, akik mindig a Cohen és Levi vezetékneveket csatolták (a modern angol nyelvű helyesírás eltérő lehet). Ezekből ered magyar vonatkozásban például a Lőwy, Lőw, Lévai vagy Lévay vezetéknév. A ma Magyarországon élő Lévai vagy Lévay vezetéknevet viselők közül néhány család az Orosz Birodalom (1721-1917) területéről származik és legtöbbjük eredetileg a Levinszkij (Левинский) (más átírással Levinszki, Levinsky, Levinski) családnevet viselte. Ezek a családok később nyugatabbra vándoroltak olyan országokba, mint például Magyarország, Szlovákia, Szerbia vagy Románia, és megváltoztatták nevüket, hogy beilleszkedjenek a helyi lakosságba, gyakran azért, hogy elkerüljék a megkülönböztetést és az üldöztetést.  
Bár az askenázi zsidók ma már a mindennapi életben  európai vagy modern-héber vezetékneveket használnak, a zsidó vallásos és kulturális életben továbbra is sokszor héber megfelelőjét alkalmazzák egy-egy névnek. 

## Helységnév formájú zsidó vezetéknevek
Sok mai zsidó vezetéknév helységnevekből, helynevekből származik.  
Lengyelországból olyan nevek érkeztek, mint például a Pollock, Polack, Polak, Poole, Pool és Polk. Az Altschul vagy Altschuler nevek a prágai Altschulból ("régi iskola / zsinagóga") származnak.  
A magyar zsidó vezetéknevek között elterjedtek az olyanok, melyek keresztnevekből erednek, vagy bizonyos helységnevekből, melyek a zsidó vallásban betöltött szerepre vagy törzsi gyökerekre utalnak közvetlen vagy rejtett formában – a második világháborús meghurcolást elkerülendő. Elterjedt nevek például a Kun (Kohn / Kuhn / Cohn), Lőw/Lőwy (oroszlán), Polák,  Pollák, Lévai / Lévay. Gyakori továbbá a magyar zsidó vezetéknevek tekintetében a németről tükörfordításban vagy fonetikusan átírt vagy lefordított nevek sokasága, példának okáért: Grósz (Gross), Vejsz (Weiss), Vörös (Rót / Roth) vagy Rózsahegyi (Rosenberg), Rózsavölgyi (Rosenthal), Zöldhegyi (Grünberg) és Várhegyi (Schlossberg).

## Leggyakoribb zsidó vezetéknevek az Egyesült Államokban[2]
A leggyakoribb zsidó eredetű vezetéknevek a modern Egyesült Államokban napjainkban a következők:
- Levin / Lewin / Levine: héber eredetű, a Levi törzs leszármazottját jelöli.
- Kaplan: Egy régi német (és jiddis) szó, amely papot jelent (latin eredetű és az angol lelkészhez kapcsolódik), személyre utalva, aki a kohanim zsidó papi törzsbe tartozik.
- Goldberg: Kelet-Európában a hatóságok megkövetelték, hogy mindenki számára legyen bejegyzett vezetéknév a 17. századra. Ezt megelőzően sok zsidónak nem volt vezetékneve a modern értelemben. Sok zsidó olyan presztízsű neveket választott, amelyek regisztrációjához néha külön díjat kellett fizetniük. Goldberg (németül „arany domb” jelentése) erre példa.
- Katz: A "Kohen Tzedeq" héber mondatának rövidítése, amely „igazságos papot” jelent. Utal tehát a kohanim törzsből való származásba, míg németül macskát jelent.
- Goldstein: Jelentése németül: „arany kő”.
- Cohen: Kohen, vagy a kohanim törzs (papok) tagja.
- Shapiro: Ez a jiddis név a német Speyer városból ered, amelyben egykor nagy zsidó közösség volt.
- Epstein: Valószínűleg a német Eppstein városból való eredetet, vagy az ahhoz való valamiféle kötődést jelez.
- Rosenberg: jelentése németül: „rózsahegy”: Hasonló eredetű, mint Goldberg.
- Friedman:  Jelentése szó szerint „békeember”. Valószínűleg hasonló eredetű, mint a Goldberg.

## Fordítás
Ez a szócikk részben vagy egészben  a   Jewish surname című angol Wikipédia-szócikk ezen változatának fordításán alapul.  Az eredeti cikk szerkesztőit annak laptörténete sorolja fel. Ez a jelzés csupán a megfogalmazás eredetét és a szerzői jogokat jelzi, nem szolgál a cikkben szereplő információk forrásmegjelöléseként.